# Carnitina
A carnitina, L-carnitina ou levocarnitina é um composto quaternário de amónio envolvido no metabolismo da maior parte dos mamíferos, plantas e algumas bactérias. Encontrada em quase todas as células do organismo, atua na geração de energia (ATP), a partir de ácidos graxos (gordura). Ela ajuda a melhorar os níveis de colesterol bom (HDL) melhorando o funcionamento do coração e da circulação sanguínea.

## Biossíntese

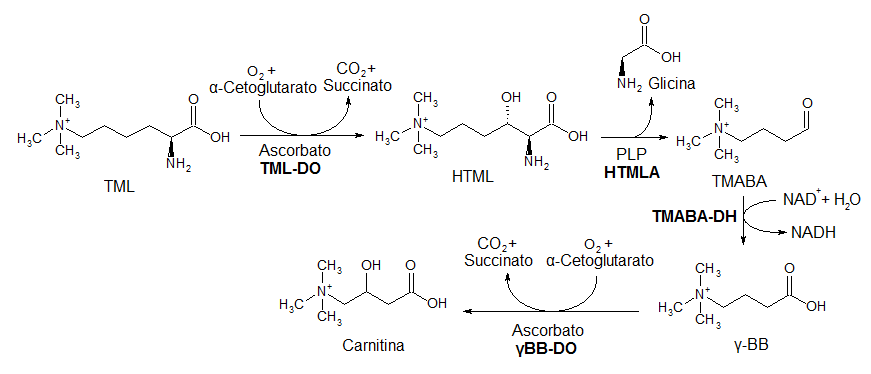
Biossíntese de carnitina

A carnitina é sintetizada a partir de um aminoácido essencial, a lisina e a metionina, mas necessitando também de ferro e de vitaminas B3, B6 e C.

## Função
L-Carnitina é uma substância que intervem no metabolismo da gordura, transportando os ácidos graxos de cadeia longa para a mitocôndria (fonte energética das células), contribuindo assim para a combustão da gordura. O metabolismo das gorduras nas células musculares pode ser melhorado com a ingestão de carnitina. Desta forma, a energia retida pelo músculo é também aumentada. Este composto é um dos responsáveis pela oxidação lipídica, sendo vendido como um suplemento alimentar. Para que os ácidos graxos de cadeia longa atravessem a membrana mitocondrial, para serem oxidados, há o auxílio da carnitina-palmitoil transferase II, cuja concentração pode ser manipulada pela suplementação de carnitina. A carnitina atua na queima de gordura na mitocôndria, gerando energia para o funcionamento dos músculos. Sem carnitina suficiente, a gordura não entra na mitocôndria e pode retornar ao sangue, sob a forma de triglicerídeos. Em indivíduos deficientes de carnitina, a sua suplementação é de grande importância. A interrupção das funções normais da carnitina leva à hepatite, ao aumento da gordura e a sintomas neurológicos. A carnitina é armazenada nos músculos esqueléticos, onde é necessária para transformar os ácidos graxos em energia, para o desenvolvimento de atividades musculares.

## História
Foi descoberta em 1905 por cientistas russos, tendo sido denominada de carnitina, por derivar do Latim carnis (carne). Gulewitsch e Krimberg observaram que esta substância era essencial para o funcionamento das células musculares e, desde então, foram efectuados inúmeros estudos, até que em 1932 foi estabelecida a estrutura química da L carnitina.

## Indicações
De um modo geral, a abundante energia que a carnitina ajuda a criar é benéfica a vários níveis. Como actua directamente nos tecidos musculares, este nutriente é utilizado por desportistas porque ajuda a aumentar a resistência, a aliviar a fadiga física e mental, a promover o desenvolvimento da massa muscular, bem como ainda a recuperar de lesões.[carece de fontes?] A carnitina não é tóxica, não causa dependência nem constitui doping, pelo que são já muitos os atletas profissionais que a ela recorrem. A nível do coração, a L-carnitina ajuda a aumentar o rendimento cardíaco, a contracção do miocárdio, a produção de ATP e a resistência do coração ao exercício físico. Ajuda também a diminuir o ritmo cardíaco em situações de stress e, provavelmente, a gravidade do enfarte cardíaco e os sintomas de insuficiência cardíaca e angina de peito. A L-carnitina actua ainda a nível dos triglicéridos, aumentando os níveis de HDL (colesterol bom). Este nutriente é também utilizado em dietas de emagrecimento em combinação com uma dieta pobre um hidratos de carbono, pois ajuda a promover a perda de peso ao transformar os depósitos de gordura acumulados em energia, protegendo ao mesmo tempo o organismo das substâncias nocivas que se libertam durante este processo.[carece de fontes?]
No que diz respeito à saúde do cérebro, a L-carnitina pode ajudar a retardar o envelhecimento dos células cerebrais. É útil também para promover a concentração, a memória e as capacidades de aprendizagem. A nível cerebral, a acetil-L-carnitina – uma forma de L-carnitina – revela-se mais eficaz, pois tem a capacidade de penetrar nas células cerebrais mais facilmente.[carece de fontes?] A L-carnitina é ainda útil a nível hepático, promovendo um melhor funcionamento do fígado, ao aumentar a síntese proteica. Ajuda também a reduzir os problemas de fígado gordo.[carece de fontes?] Este suplemento pode ainda ajudar a melhorar a vitalidade e quantidade do esperma, contribuindo, desta forma, em casos de infertilidade masculina.[carece de fontes?] A L-carnitina também é útil em casos de falta de energia, de excessiva stress, na gravidez e amamentação ou ajudando pessoas saudáveis a manter-se em forma.[carece de fontes?] Para além da L-carnitina em cápsulas ou comprimidos (cerca de 250 a 500 mg diários), pode ainda optar por bebidas, tônicos e xaropes, que incluam este nutriente.

## Suplementação
Supôs-se também que a suplementação da carnitina ajudaria na performance das atividades de endurance, por aumentar o consumo de gorduras e poupar o glicogênio muscular, porém não há nenhum estudo relacionando a falta de carnitina à fadiga. Além disso, deve-se ter em mente que o mecanismo de fadiga ainda não é totalmente compreendido e a falta de glicogênio certamente não é o único fator envolvido. Apesar de estudos de longa duração terem verificado alterações enzimáticas sugestivas, os únicos casos onde se comprovou a melhoria na performance de atividades físicas foram em condições patológicas, como doenças renais (AHMAD et al, 1991), vasculares (BREVETTI et al, 1988) e síndrome de fadiga crônica.

## Efeitos adversos
Geralmente é bem tolerada. Foram relatados sintomas gastrointestinais leves naqueles que tomaram comprimidos de L-carnitina, incluindo náuseas e vômitos transitórios, cólicas abdominais e diarreia. Fraqueza muscular foi relatada em pacientes com insuficiência renal. Não foram observadas modificações nos indicadores de função hepática nem renal nem nas variáveis hematológicas.

## Críticas
Para analisarmos a suplementação da carnitina, devemos começar da ingestão em si. Em primeiro lugar, deve-se ter em mente a enorme distância fisiológica entre a ingestão do suplemento e o aumento de sua concentração nos músculos. É um caminho tão longo e incerto, que diversos autores afirmam que a suplementação de carnitina tem pouco efeito em sua concentração muscular. Em condições normais, a carnitina exógena é quase toda eliminada pela urina e o pouco que porventura venha a cair na circulação dificilmente entrará no músculo. Além dessas questões fisiológicas, há outras ainda mais obscuras, como a qualidade dos suplementos. A média de quantidade de carnitina nos suplementos analisados era de apenas 52% do informado nos rótulos. Apesar de haver inúmeros estudos sobre o uso de carnitina, não é possível dizer que sua suplementação traz benefícios para pessoas saudáveis, sejam estéticos ou de performance. O uso de carnitina baseia-se em alguns estudos animais e in vitro, não havendo possibilidades de extrapolação em humanos. Faltam pesquisas estudando o seu consumo em dietas especiais, como as de pré-competição. Mesmo que se tomassem doses de carnitina verdadeira e ela de fato chegasse ao músculo, considerando pouca perda de carnitina, pois cerca de 90% dela é reabsorvida pelos rins, conclui-se que deficiências na quantidade de carnitina são raras, sendo vistas apenas em algumas doenças incomuns. Por esses e outros fatores, não há como se afirmar nada positivo em relação ao uso de uso de carnitina com fins estéticos. Embora o metabolismo anormal da carnitina esteja associado à diabetes e Alzheimer, não existe evidência de que L-carnitina previna essas doenças. Pesquisas em andamento podem demonstrar algum benefício da suplementação com L-carnitina. O trabalho com modelos animais diabéticos, demonstrou uma função cardíaca melhorada com administração de L-carnitina parentérica.